# محله لب آب

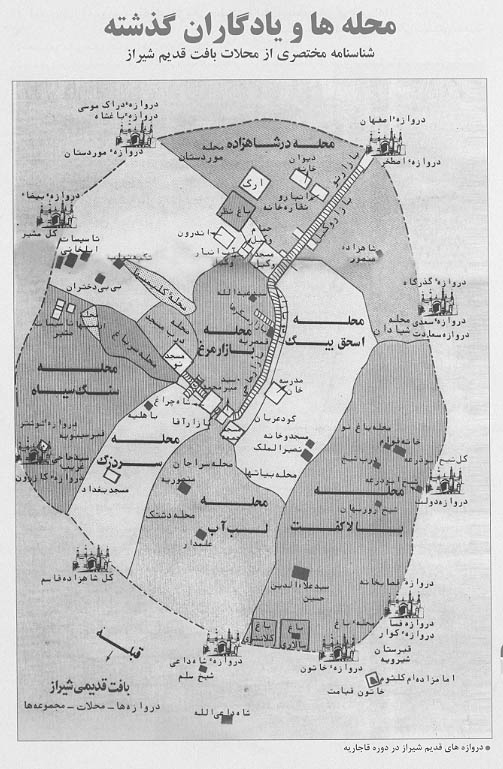
نقشه شیراز قدیم

محله لب آب، نام یکی از محله‌های شیراز قدیم می‌باشد و دارای کوچه های قدیمی و تنگ است که در جنوب شهر قرار داشته‌است.
این محله دارای باغ‌های فراوان بزرگ و کوچکی بود و حتی هر خانهٔ این محله تبدیل به باغچه‌ی کوچکی شده بود، ولی به علت کمی آب و ازدیاد جمعیت به مرور این باغ‌ها خشک شده و تبدیل به ساختمان گردیدند. ناگفته نماند که در زمان کریمخان که شهر شیراز را کوچک کردند، محله سراجان را نیز در این محله ادغام کردند. از خانواده های معروف دراین محله میتوان به خانواده های کریم کوتاهی و گل پیچ وگل پیچ زاده اصل شیرازی اشاره کرد

## وجه تسمیه
یکی از کارهای مهم کریم خان زند احداث قنوات و آوردن آب به شیراز بود. این محله از باغات متعدد به وجود آمده بود و احتیاج فراوان به آب داشت و چون محله لب آب در مجاورت محله بالا کفت قرار داشت، ناچار برای رساندن آب به باغات بالاکفت جوی‌های زیادی که پر از آب جاری قنوات بود، از این محله عبور می‌کرد تا به محله بالا کفت برسد.
چون خانه‌های این محله در کنار جوی‌های آب ساخته شده بود، از این جهت به نام محلهٔ لب آب معروف گردید.

## موقعیت جغرافیایی
این محله از شمال به محله اسحاق بیگ، از غرب به محله سردزک، از جنوب به محله دروازه شاه داعی و از شرق به محله بالا کفت (بالا کفد) محدود می‌شده است.

## بناهای شاخص محله
از بناهای شاخص محله می‌توان به دروازه شاهداعی الله،  مسجد علی، مدرسه منصوریه، بازار منصوریه و آرامگاه سیدشریف جرجانی و مسجد آتشیها( که به همت و کوشش مرحوم حاج غلامحسین شریفی تاش بازسازی شد) اشاره کرد. 

## تقسیم‌بندی محلات شیراز قدیم
در کل محلات شیراز به دو دسته بزرگ حیدری و نعمتی تقسیم شده بودند. حیدری به محلاتی گفته می‌شد که افراد آن محلات، خود را پیرو سلطان حیدر  که از مشایخ عرفان بود، می‌دانستند.
نعمتی به محلاتی اطلاقی می‌شد که ساکنان آن خود را پیرو شاه نعمت‌الله ولی که او نیز از بزرگ‌ترین و شاخص‌ترین عرفای عصر بود، می‌دانستند. درگیری‌ها و مخاصماتی که بین این دو دسته در سال‌های متمادی صورت گرفته هنوز هم مورد بحث است و حتی به صورت ضرب‌المثل جنگ حیدری، نعمتی در زبان‌هاست.
پنج محله محله اسحاق بیگ، محله درب شاهزاده، محله بالا کفت، محله میدان شاه و محله بازار مرغ را حیدری خانه و پنج محله محله سرباغ، محله سنگ سیاه، محله درب مسجد، محله لب آب و محله سر دزک را نعمتی خانه می‌گفتند. البته محله ارمنی‌ها و محله کلیمی‌ها جزء محلات بی‌طرف بودند و کاری به درگیری‌ها و مخاصمات نداشتند.